# Supercoupe d'Algérie féminine de handball
Le Supercoupe d'Algérie féminine de handball est un tournoi de handball créé le 9 septembre 2016 par la Fédération algérienne de handball, principale instance du handball algérien.

## Modalités
La compétition oppose, en principe, le vainqueur du Championnat et le vainqueur de la Coupe (ou à défaut le finaliste).

## Palmarès

### Bilan
| Édition | Année | Vainqueur                   | Finaliste                   | Score                       | Lieu                        |
| ------- | ----- | --------------------------- | --------------------------- | --------------------------- | --------------------------- |
| 1re     | 2016  | GS pétroliers               | Hawa Saïda                  | 23 – 21 ap                  | La Coupole, Alger           |
| 2e      | 2017  | GS pétroliers               | HBC El-Biar                 | 25 – 16                     | Salle Harcha Hassen, Alger  |
| 3e      | 2018  | GS pétroliers               | US Akbou                    | 29 – 23                     | Salle OMS, Maghnia          |
| 4e      | 2019  | GS pétroliers               | HBC El-Biar                 | 31 – 23                     | La Coupole, Alger           |
| -       | 2020  | Annulé, à cause du Covid-19 | Annulé, à cause du Covid-19 | Annulé, à cause du Covid-19 | Annulé, à cause du Covid-19 |
| 5e      | 2021  | HBC El Biar                 | CF Boumerdès                | 27 – 24                     | Palais des Sports, Oran     |
|         | 2022  |                             |                             |                             |                             |
|         | 2023  | HBC El Biar                 | CF Boumerdès                | 32 – 23                     | Salle Harcha Hassen, Alger  |

### Tableau d'honneur
| Rang | Club         | Finales gagnées | Finales gagnées        | Finales perdues | Finales perdues |
| Rang | Club         | Nombre          | Années                 | Nombre          | Années          |
| ---- | ------------ | --------------- | ---------------------- | --------------- | --------------- |
| 1    | MC Alger     | 4               | 2016, 2017, 2018, 2019 | 0               | -               |
| 2    | HBC El Biar  | 2               | 2021, 2023             | 2               | 2017, 2019      |
| 3    | CF Boumerdès | 0               | -                      | 2               | 2021, 2023      |
| 4    | Hawa Saïda   | 0               | -                      | 1               | 2016            |
| -    | US Akbou     | 0               | -                      | 1               | 2018            |

Rq : MC Alger (ex. GS Pétroliers).

## Détails édition par édition

### Supercoupe 2016
Le HBC El-Biar, vainqueur de la coupe d'Algérie a déclaré forfait. La direction du HBC El-Biar avait contesté "la programmation prématurée" de cette supercoupe d'Algérie, en demandant que la date de son déroulement soit repoussée à une date ultérieure pour laisser à ses joueuses le temps d'achever leur préparation d'avant saison. N'ayant pas obtenu gain de cause, le HBC El-Biar n'a pas trouvé d'autre alternative que de déclarer forfait et la Fédération algérienne de handball a désigné pour le remplacer le Hawa Saïda, qui n'est autre que le demi-finaliste de la dernière édition de la coupe d'Algérie.
| 9 septembre 2016 16h00 | GS pétroliers    | 23 - 21 (ap) | Hawa Saïda | Salle « La coupole » OMS, Alger |
| 9 septembre 2016 16h00 | (9 - 8, 18 - 18) |              |            | Salle « La coupole » OMS, Alger |
| 9 septembre 2016 16h00 | Prol. : 5 -3     |              |            | Salle « La coupole » OMS, Alger |
| 9 septembre 2016 16h00 | Rapport          |              |            | Salle « La coupole » OMS, Alger |

### Supercoupe 2017
Cette 2e édition s'est déroulée le samedi 7 octobre 2017 à 17 h 00 dans la Salle Harcha Hassan à Alger
Le GS pétroliers s'est imposé 25-16 (mi-temps 13-6) face au HBC El-Biar.

### Supercoupe 2019
Cette 4e édition s'est déroulée le 20 septembre 2019 à 15 h 00 dans La Coupole à Alger.
Le GS pétroliers s'est imposé 31 à 23 (mi-temps 17-7) face au HBC El-Biar.

### Supercoupe 2021
La Supercoupe 2021 oppose, le vendredi 15 octobre 2021 à 16h40 au Palais des sports Hamou-Boutlélis à Oran, le HBC El Biar au CF Boumerdès. Les motifs de qualification des deux équipes n'est pas connu.
Le HBC El Biar  s'impose 27 à 24 (mi-temps 15-13) devant le CF Boumerdès.